# Shakebao

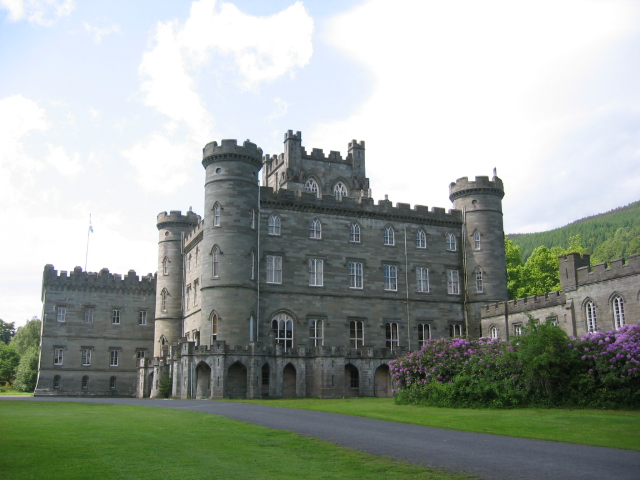
Taymouth Castle, som fått illustrera Shakebao i kinesiska medier.

Shakebao (kinesiska: 沙科保, Shākēbǎo, i engelskspråkiga versioner ibland Chako Paul City) är en kinesisk vandringssägen om en stad i norra Sverige som bebos av enbart lesbiska kvinnor.
Nyhetsbyrån Nya Kina uppgav i en artikel i sin reseavdelning att 25 000 kvinnor bor i denna påstådda stad, vilket skulle göra den till en av Norrlands större städer.
Nyhetstjänsten Harbin har också information om den mytomspunna staden. Enligt dem skall en kinesisk utbytesstudent vid namn Niu Xiaoyu (牛小羽) migrerat till orten efter ett bråk med sin dåvarande pojkvän. För att rädda sin älskade skall pojkvännen begett sig till orten, förklädd till kvinna, och fört med sig henne hem igen.